# 나카지마 사키 (성우)
나카지마 사키(1978년 9월 1일 ~ )는 일본의 성우이다. 사이타마현 출신. 도쿄배우생활협동조합 소속.

## 출연작
※굵은 글자로 표시된 배역은 주역과 메인캐릭터

### TV 애니메이션
2002년
- 베리베리 뮤우뮤우(모모미야 이치고)

2004년
- RAGNAROK THE ANIMATION(앨리스)
- 하급생2~눈동자 속의 소녀들~(타카토 나나세)

2005년
- 투하트2(사사모리 카린)
- 메르헤븐(도로시)

2007년
- 블루드래곤(부케)

2008년
- 블루드래곤 : 천계의 7룡(부케)

### OVA
2007년
- 투하트2 OVA(사사모리 카린)

2008년
- 투하트2 Another Days(사사모리 카린)

### 게임
1999년
- 두근두근 메모리얼1 POCKET(이즈미 쿄코)
- 에어로 댄싱 featuring Blue Impulse(여성 플레이어시 파일럿 소리)

2001년
- 디지캐럿 판타지(세실)

2003년
- 아바론의 열쇠(디아라)

2004년
- 투하트2(사사모리 카린)

2005년
- 록맨 제로4(솔 타이타니안)
- 카게로2 -Dark illusion-(아리시아)

2006년
- 환상수호전5(레레이, 페이렌, 이자벨)
- 파르페 ~쇼콜라 second brew~(타카무라 미츠에)
- 록맨 젝스(솔 타이타니안)
- Strawberry Panic!(미나모토 치카루)

2008년
- 스타오션2 Second Evolution(셀린느 쥬레스)
- 우리들에게 날개는 없다 ~Prelude~ (코다 아이)

2010년
- 소녀는 언니를 사랑한다 (나나하라 카오루코)

2011년
- 우리들에게 날개는 없다 (코다 아이)